# Bergmann (cheval)
Pour les articles homonymes, voir Bergmann.
Le Bergmann  est une race de chevaux miniature originaire d'Argentine. Issue de croisements entre des Arabes, Shetlands, Appaloosas, Pur-sangs et Criollo, elle est sélectionnée par un spécialiste des animaux miniature, Ignacio Bergmann. Les Bergmann actuels servent essentiellement d'animaux de compagnie.

## Histoire
Il existe très peu d'informations à propos du Bergmann, cette race n'étant pas référencée dans la base de données DAD-IS, ni dans la seconde édition de l'ouvrage de l'université de l'Oklahoma recensant les races de chevaux (2007), ni dans celui de Delachaux et Niestlé prétendant recenser tous les chevaux du monde (2014).
D'après l'encyclopédie de CAB International (2016), qui est la seule à leur consacrer un chapitre, ces poneys sont aussi connus sous le nom anglais de Argentine Mode Pony. Un article de presse paru dans El Tiempo en janvier 1995, permet de déduire que la race doit son nom à Ignacio Bergmann, un éleveur argentin d'origine allemande, dont les parents élevaient eux-mêmes des chevaux. Il se spécialise dans les animaux de ferme miniatures, ayant aussi sélectionné des ânes, des chèvres et des bovins nains, avec un grand succès pour ces derniers. La date de reconnaissance éventuelle de la race de chevaux miniature n'est pas connue. Ignacio Bergmann a sélectionné ses chevaux sans la moindre « manipulation génétique », en pratiquant des croisements entre l'Arabe, le Shetland, l'Appaloosa, le Pur-sang et le Criollo, jusqu'à obtenir de très petits sujets.

## Description
D'après CAB International, les Bergmann actuels toisent de 68 à 78 cm, et constituent une race de « poneys nains ». Le modèle est plus grand et plus fin que celui de la race voisine du Falabella. Le corps est compact, avec une large tête au profil rectiligne. L'encolure est longue et musclée. La poitrine est large, le dos court. Les jambes sont longues, le pelage abondant. 
Toutes les couleurs de robe sont possibles et acceptées. Il existe des sujets pie.
L'objectif d'élevage est axé sur l'apparence.

## Utilisations
Les ancêtres du Bergmann auraient servi de poneys des mines. Ces animaux sont désormais sont essentiellement gardés comme animaux de compagnie par des particuliers.

## Diffusion de l'élevage
La race est propre à l'Argentine, où elle rencontrerait une grande popularité. Des représentants ont été exportés vers les Pays-Bas et la France, mais non vers l'Allemagne. Le Bergmann serait en effet très demandé dans les pays extérieurs à l'Argentine. Cette race est présente dans l'élevage de chevaux miniatures néerlandais spécialisé Stal Zegwaard, à Rijswijk.